# 铁蔑赤
铁蔑赤（?—?），元世祖忽必烈的幼子，母南必皇后。
忽必烈晚年宠爱南必，在察必皇后去世后，把皇后的册宝给了她。南必生下铁蔑赤。铁蔑赤早卒，缺乏历史事迹叙述。他也没有像七位兄长一样被封为王：燕王進封皇太子真金（镇大都）、安西王忙哥剌（镇长安）、北安王那木罕（镇西域）、云南王忽哥赤（镇云南）、西平王奥都赤（镇吐蕃）、宁王阔阔出（镇漠北）、镇南王脱欢（镇江南）。

## 资料来源
- 《元史·宗室世系表》
- 《新元史》